# Jeune Garçon au cheval
Jeune Garçon au cheval (ou Garçon menant un cheval ou Meneur de cheval nu) est une peinture de jeunesse de Pablo Picasso. C'est un travail de sa période rose, peint en 1905 et 1906, à Paris.

## Parcours du tableau
Le tableau a d'abord appartenu à Ambroise Vollard. Il est ensuite passé entre les mains de nombreuses personnes au fil des années. Gertrude et Leo Stein le détiennent d'environ 1907 à 1913. Paul von Mendelssohn-Bartholdy en est le propriétaire vers 1934-1935. Mendelssohn-Bartholdy a vendu ce tableau avant sa mort d'une crise cardiaque, en 1935, à un marchand juif de la galerie d'art de Thannhauser. Il y a débat pour savoir si cette vente s'est faite sous la contrainte. La famille avait à l'époque des actifs d'une valeur de 170 000 reichsmarks. Après l'adoption d'un traité entre l'Allemagne et les États-unis qui a clarifié certains droits de propriété des victimes de la persécution nazie, les descendants de von Mendelssohn-Bartholdy ont déposé une poursuite contre le Musée d'Art Moderne de New York, afin de récupérer le tableau. Le collectionneur Justin Thannhauser l'a vendu à Siegfried Rosengart vers 1935. Albert Skira l'a obtenu en 1936, puis William S. Paley l'a conservé de 1936 à 1964. Paley en a fait don au Museum of Modern Art.
Julius Schoeps, directeur du Moses Mendelssohn institute for European Jewish studies à l'Université de Potsdam, près de Berlin, a poursuivi le Musée en 2007 en tant qu'héritier des Mendelssohn-Bartholdy, pour récupérer la peinture. Jed S. Rakoff a statué que Mendelssohn-Bartholdy avait été forcé de vendre ce tableau par le parti nazi. Le Museum of Modern Art et la Fondation Solomon R. Guggenheim ont alors poursuivi l'héritier Julius Schoeps. Le différend a fini par être réglé à l'amiable en 2009, avec le musée, qui a conservé le tableau.

## Dans la culture
Dans le roman de Vladimir Nabokov, Feu pâle, le professeur Kinbote dit qu'il a placé dans son logement la reproduction d'un tableau bien-aimé des débuts de Picasso, le Jeune garçon au cheval.